# Vernár
Vernár (em alemão: Wernsdorf) é um município da Eslováquia, situado no distrito de Poprad, na região de Prešov. Tem 52,88 km² de área e sua população em 2018 foi estimada em 574 habitantes.

## Demografia
| Ano:        | 1994 | 2004   | 2014   | 2024   |
| ----------- | ---- | ------ | ------ | ------ |
| Broj ljudi: | 711  | 642    | 585    | 547    |
| Razlika:    |      | -9,70% | -8,87% | -6,49% |

| Ano:               | 2023 | 2024   |
| ------------------ | ---- | ------ |
| Número de pessoas: | 556  | 547    |
| Diferença:         |      | -1,61% |